# 슈타디온 포트 두브뇸
슈타디온 포트 두브뇸(슬로바키아어: Štadión pod Dubňom)은 슬로바키아 질리나에 위치한 축구 경기장이다. MŠK 질리나의 홈 구장으로 사용되고 있으며 수용 인원은 11,258명이다. 경기장 이름은 슬로바키아어로 "두벤 언덕 아래에 있는 경기장"이라는 뜻을 담고 있는데 이는 경기장 인근에 위치한 두벤(Dubeň) 언덕에서 유래된 이름이다.
1941년에 개장했으며 1953년에 열린 슬로바키아 축구 국가대표팀과 디나모 모스크바 간의 친선 경기에서는 25,000명이 관전하여 역대 최다 관중 기록을 수립했다. 2002년에 유럽 축구 연맹(UEFA)에서 제시한 경기장 규격에 맞춘 광범위한 경기장 개조 공사가 진행되었다.
2003년부터 2015년까지 슬로바키아 축구 국가대표팀의 홈 구장 가운데 하나로 사용되었으며 2016년에는 경기장의 천연잔디가 인조잔디로 개조되었다. 경기장 서쪽 스탠드에는 VIP 전용 좌석, 기자 및 해설자 전용 좌석, 휠체어 관객 전용 좌석이 설치되어 있다.